# 春衣駅
春衣駅（チュニえき）は大韓民国京畿道富川市遠美区春衣洞にある、仁川交通公社7号線の駅である。駅番号は753。

## 歴史
- 2012年10月27日 - ソウル特別市都市鉄道公社（当時）7号線の駅として開業。
- 2017年5月31日 - ソウルメトロとソウル特別市都市鉄道公社が統合され、7号線はソウル交通公社の駅となる。
- 2022年1月1日 - 7号線・カチウル-石南間の運営権を仁川交通公社に移管。

## 駅構造

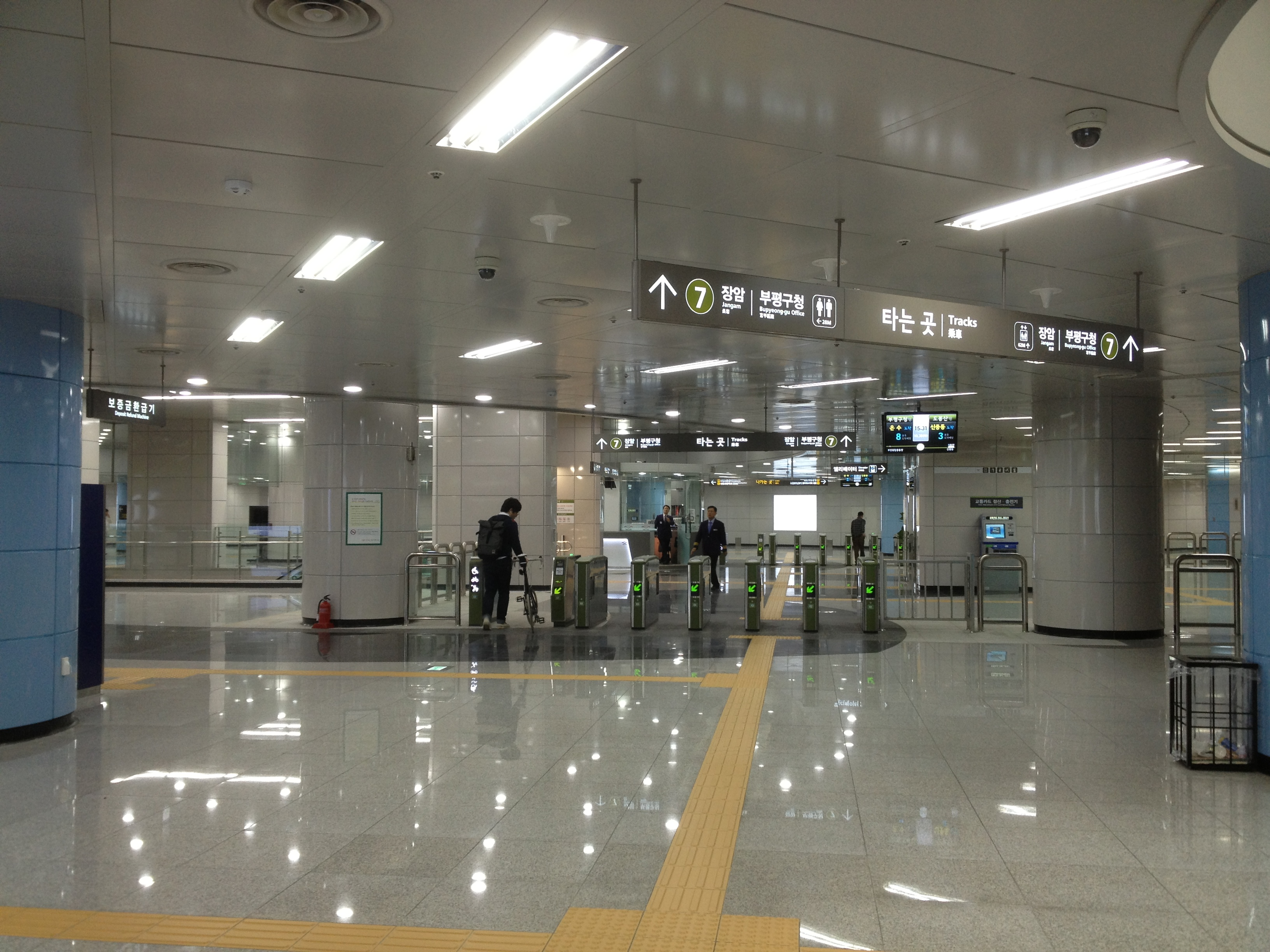
改札口

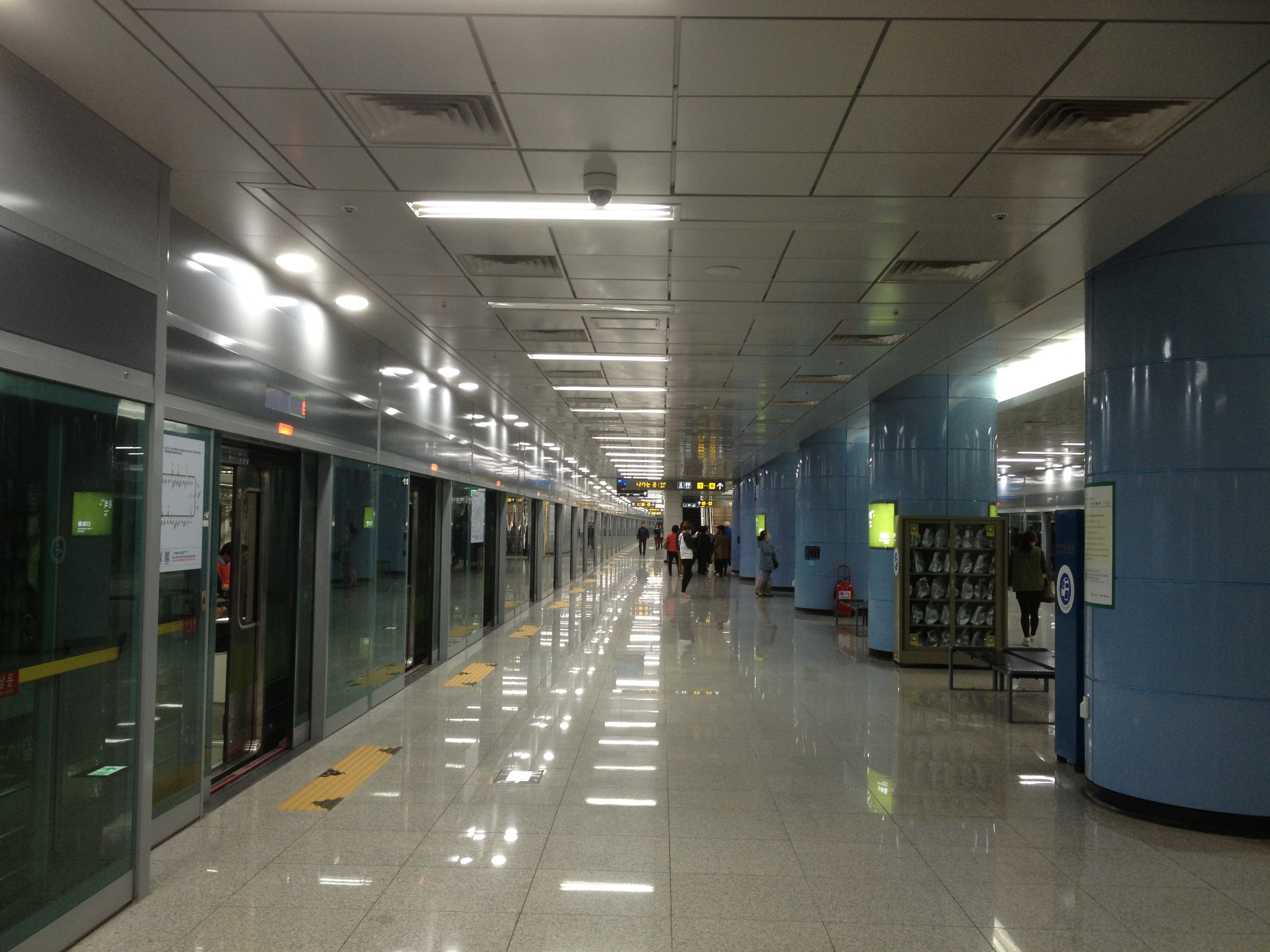
プラットホーム

島式ホーム1面2線の地下駅。スクリーンドアを設置。

### のりば
案内上ののりば番号は設定されていない。
| 上り | 7号線 | 温水・大林・高速ターミナル・建大入口・長岩方面 |
| 下り | 7号線 | 富平区庁・石南方面                             |

## 利用状況
近年の一日平均利用人員推移は下記のとおり。なお、2012年は開業日の10月27日から12月31日までの66日間の平均である。
| 路線  | 路線     | 2010年 | 2011年 | 2012年 | 2013年 | 2014年 | 2015年 | 出典  |
| ----- | -------- | ------ | ------ | ------ | ------ | ------ | ------ | ----- |
| 7号線 | 乗車人員 | 未開通 | 未開通 | 5,295  | 6,393  | 7,135  | 7,678  | [ 1 ] |
| 7号線 | 降車人員 | 未開通 | 未開通 | 5,077  | 6,189  | 6,925  | 7,488  | [ 1 ] |
| 7号線 | 乗降人員 | 未開通 | 未開通 | 10,373 | 12,582 | 14,060 | 15,166 | [ 1 ] |

## 駅周辺
- 春衣洞住民センター
- 遠美区庁
- 富川新興初等学校（朝鮮語版）

## 隣の駅
仁川交通公社
 7号線
富川総合運動場駅 (752) - 春衣駅 (753) - 新中洞駅 (754)